# Megalibgwilia
Megalibgwilia é um gênero de equidnas extintas, conhecidas por material fóssil na Austrália, e que representam as equidnas mais antigas que se conhece.

## Espécies
- Megalibgwilia ramsayi (Owen, 1884) − Pleistoceno Superior
- Megalibgwilia robusta (Dun, 1896) − Mioceno

O megalibgwilia pesava cerca de 10 quilos, se alimentava de insetos variados, como cupins e besouros, ele viveu na região australiana, no periodo pleistoceno, entre 2 milhões e 50 mil anos atrás.